# Hugo Bolin
Hugo Bolin, né le 24 juillet 2003 à Borås en Suède, est un footballeur international suédois qui évolue au poste de milieu offensif à Malmö FF.

## Biographie

### En club
Né à Borås en Suède, Hugo Bolin joue pour le Sjömarkens IF et le Sandareds IF (en). Il est notamment repéré par le Chelsea FC mais reste en Suède. Il est ensuite formé par le Malmö FF, qu'il rejoint à l'âge de quinze ans, en 2019. Il joue son premier match en professionnel le 13 octobre 2021, à l'occasion d'un match de coupe de Suède contre le Onsala BK (en). Il entre en jeu lors de cette rencontre remportée par son équipe (5-1 score final). Le 22 décembre 2021, Bolin signe son premier contrat professionnel avec Malmö, il est alors lié au club jusqu'en décembre 2024.
Le 23 février 2023, le jeune milieu offensif prolonge son contrat avec le Malmö FF jusqu'en décembre 2026,. Il joue son premier match d'Allsvenskan le 30 avril 2023, contre l'Hammarby IF. Il entre en jeu à la place de Sergio Peña, et son équipe s'impose par quatre buts à deux.
Le 23 août 2023, Bolin est prêté jusqu'à la fin de la saison au Degerfors IF.
Bolin est sacré champion de Suède pour sa participation à la saison 2023 avec Malmö,.
Avec Malmö il fait ses débuts en Ligue des champions, jouant son premier match face au KÍ Klaksvík. Il est titularisé, et se fait remarquer en marquant également son premier but dans la compétition, aidant son équipe à s'imposer par quatre buts à un ce jour-là,.

### En sélection
Hugo Bolin représente l'équipe de Suède des moins de 17 ans pour un total de trois matchs joués en 2019.
Le 13 novembre 2023, Hugo Bolin est convoqué pour la première fois avec l'équipe de Suède espoirs par le sélectionneur Daniel Bäckström, afin de remplacer Ahmed Qasem, initialement dans la liste mais finalement forfait sur blessure.
Le 11 juin 2024, Bolin se fait remarquer pour son troisième match avec les espoirs en marquant deux buts contre la Croatie. Il est titularisé et son équipe l'emporte par cinq buts à deux. Ce sont ses deux premiers buts avec les espoirs,,.
Hugo Bolin honore sa première sélection avec l'équipe nationale de Suède le 14 octobre 2024 contre l'Estonie. Il entre en jeu à la place de Sebastian Nanasi et son équipe l'emporte par trois buts à zéro,.

## Palmarès
Malmö FF
- Championnat de Suède
  - Champion : 2023